# The Dangerous Flirt
The Dangerous Flirt, também lançado como A Dangerous Flirtation (Brasil: Flerte Perigoso ) é um melodrama de 1924, dirigido por Tod Browning, que agora é considerado perdido.

## Elenco
- Evelyn Brent ... Sheila Fairfax
- Edward Earle ... Dick Morris
- Sheldon Lewis ... Don Alfonso
- Clarissa Selwynne ... Tia Prissy
- Pierre Gendron ... Capitão Jose Gonzales